# Mistrzostwa Świata w Narciarstwie Klasycznym 1939
Mistrzostwa Świata w Narciarstwie Klasycznym 1939 – 16. edycja mistrzostw świata w narciarstwie klasycznym (licząc wspólnie z zimowymi igrzyskami olimpijskimi), zorganizowana przez Międzynarodową Federację Narciarską (FIS) w dniach 11–19 lutego 1939 w Zakopanem, równolegle z Mistrzostwami Świata w narciarstwie alpejskim.
Przeprowadzono 5 oficjalnych konkurencji (4 indywidualne i 1 drużynową) w 3 dyscyplinach narciarstwa klasycznego. 17 lutego 1939 nieoficjalnie odbył się również - jako dyscyplina pokazowa - drużynowy wyścig patrolu wojskowego na 25 km, w którym udział wzięło 7 zespołów (czteroosobowych).
Stolica polskich Tatr po raz drugi organizowała tego typu imprezę, wcześniej w 1929 r.
Były to ostatnie mistrzostwa świata w narciarstwie klasycznym przed II wojną światową. Po raz ostatni odbyły się one rok po roku (na zmianę z zimowymi igrzyskami olimpijskimi).

## Biegi narciarskie
| Konkurencja        | Data           | Złoto                                                                         | Srebro                                                                | Brąz                                                                                |
| ------------------ | -------------- | ----------------------------------------------------------------------------- | --------------------------------------------------------------------- | ----------------------------------------------------------------------------------- |
| 18 km              | 15 lutego 1939 | Jussi Kurikkala                                                               | Klaes Karppinen                                                       | Carl Pahlin                                                                         |
| 50 km              | 18 lutego 1939 | Lars Bergendahl                                                               | Klaes Karppinen                                                       | Oscar Gjøslien                                                                      |
| Sztafeta 4 × 10 km | 13 lutego 1939 | Finlandia Pauli Pitkänen · Olavi Alakulppi · Eino Olkinuora · Klaes Karppinen | Szwecja Alvar Hägglund · Selm Stenvall · John Westbergh · Carl Pahlin | Włochy Aristide Compagnoni · Severino Compagnoni · Goffredo Baur · Alberto Jammaron |

## Kombinacja norweska
| Konkurencja         | Data              | Złoto                  | Srebro              | Brąz            |
| ------------------- | ----------------- | ---------------------- | ------------------- | --------------- |
| Zawody indywidualne | 15–16 lutego 1939 | Gustav 'Gustl' Berauer | Gustaf Adolf Sellin | Magnar Fosseide |

Gustav Berauer był Czechosłowakiem, jednak reprezentował Rzeszę Niemiecką po tym, jak w 1938 r. zajęła one Pierwszą Republikę Czechosłowacką.
Andrzej Marusarz zajął 4. miejsce.

## Skoki narciarskie
| Konkurencja                   | Data           | Złoto              | Srebro      | Brąz               |
| ----------------------------- | -------------- | ------------------ | ----------- | ------------------ |
| Duża skocznia – indywidualnie | 19 lutego 1939 | Josef 'Sepp' Bradl | Birger Ruud | Arnholdt Kongsgård |

Josef Bradl był Austriakiem, jednak reprezentował Rzeszę Niemiecką po tym, jak w 1938 r. zajęła one Federalne Państwo Austriackie.
Stanisław Marusarz zajął 5. miejsce.

## Klasyfikacja medalowa

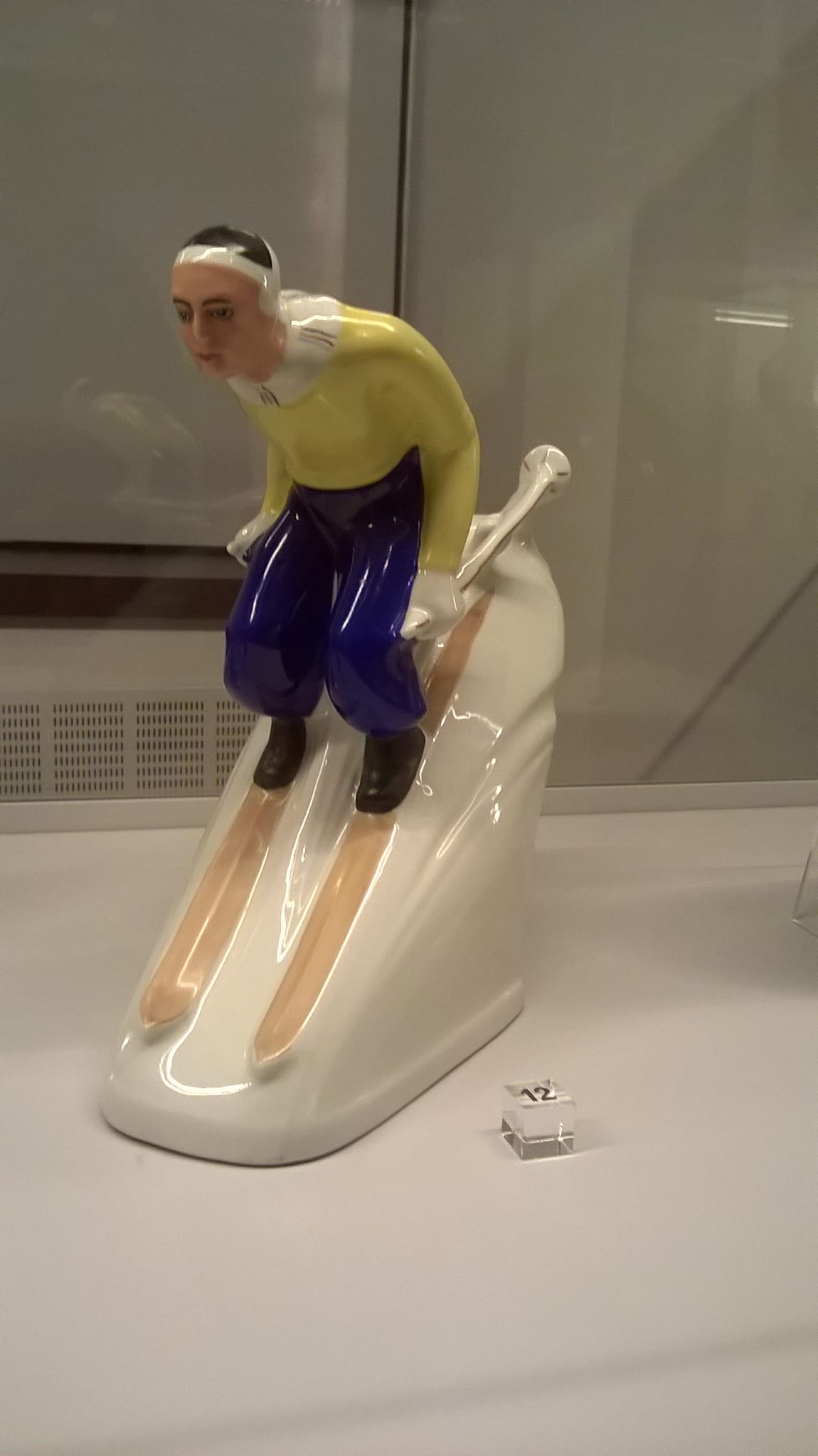
Porcelanowa figura narciarza zaprojektowana przez Józefa Szewczyka i wykonana w Fabryce Porcelany i Wyrobów Ceramicznych w Ćmielowie z okazji Mistrzostw Świata w Narciarstwie Klasycznym 1939 (ze zbiorów Muzeum Sztuk Użytkowych w Poznaniu).

| Pozycja | Państwo    | Złoto | Srebro | Brąz | Razem |
| ------- | ---------- | ----- | ------ | ---- | ----- |
| 1.      | Finlandia  | 2     | 2      | 0    | 4     |
| 2.      | III Rzesza | 2     | 0      | 0    | 2     |
| 3.      | Norwegia   | 1     | 1      | 3    | 5     |
| 4.      | Szwecja    | 0     | 2      | 1    | 3     |
| 5.      | Włochy     | 0     | 0      | 1    | 1     |